# Koshi Inaba LIVE 2010 〜enII〜
《Koshi Inaba LIVE 2010 〜enII〜》是日本音樂組合B'z的主唱稻葉浩志的第2張影像作品。於2011年2月16日由VERMILLION RECORDS發行。

## 概要
本作是在第4張SOLO專輯『Hadou』發售後，自睽違6年舉辦的巡迴演唱會『Koshi Inaba LIVE 2010 〜enII〜』中，完整收錄了日本武道館公演的影像作品。
在2011年2月28日的Oricon週榜上，以DVD首週銷售量2.7萬張獲得綜合冠軍。再以Blu-ray首週銷售量2.1萬張獲得綜合亞軍（在音樂部門為冠軍）。據此，在音樂部門成為DVD・Blu-ray雙項冠軍，創下了男性SOLO藝人的首次紀錄。

## 成員
- 稻葉浩志：主唱、吉他、藍調口琴
- Yogi Lonich：吉他
- Joshua Gooch：吉他
- Corey McCormick：貝斯
- 小野塚晃（日语：小野塚晃）：鍵盤
- Shane Gaalaas（日语：シェーン・ガラース）：爵士鼓

## 收錄影像曲
1. 來自前一張專輯的選曲，在本巡演中成為了本曲的演唱會首次演奏。雖然在前巡演中未演奏，但據說根據稻葉表示在當時便決定將其作為下次演唱會的曲目1。
2. （My未來）
3. 由稻葉MC（司儀）後開始演奏。稻葉演奏了電吉他Flying V（英语：Gibson Flying V）。
4. （伊甸園）
在巡演後半與（給離去的人）、成為每日替換曲，僅廣島公演演奏了（Little Boy）。
5. 由稻葉MC（司儀）後開始演奏。本巡演中唯一來自專輯（熔巖）的選曲。
6. 唯一來自專輯的選曲。
7. （透明人）
8. （紅線）
9. （牽起這手奔跑吧）
在DVD上到此結束Disc1。
10. （到遠方）
11. 來自支援樂手的音樂即興演奏會。演奏後由稻葉進行成員介紹。
12. （今宵與你）
13. （絕對(的)）
14. （彈跳世界）
演唱會首次演奏。從此處開始安可。雖然未收錄於本作中，但在武道館公演第2日作為神秘嘉賓登場了與稻葉擁有親密交情的Stevie Salas（英语：Stevie Salas）[3]。
15. （幼稚的太陽）

在片尾職員列表軸中使用了作為本巡演謝幕曲SE所播放的當時未發表曲「 」 ，14年後的2024年，該曲於第6張專輯『只者』中收錄。

## 腳註

### 出典
1. ↑  . ORICON NEWS. Oricon.   [2020-01-18]. （原始内容存档于2017-07-01）.
2. ↑  . ORICON STYLE. 2011-02-23  [2014-02-01]. （原始内容存档于2013-06-27）.
3. ↑  . BARKS（日语：BARKS） (JAPAN MUSIC NETWORK). 2010-10-01  [2020-01-18]. （原始内容存档于2015-03-25）.